# Ткаченко, Татьяна Ивановна
Татьяна Ивановна Ткаченко (род. 12 августа 1959 г., Киев, УССР) — советский и украинский ученый, экономист, заведующий кафедры туризма и менеджмента креативных индустрий Государственного торгово-экономического университета. Доктор экономических наук, профессор, заслуженный экономист Украины.

## Биография
Родилась 12 августа 1959 года в г. Киев, УССР. Закончила в 1980 году Киевский торгово-экономический институт по специальности «Экономика торговли». В 1990 году на базе Украинского научно-исследовательского института торговли и общественного питания Министерства торговли СССР защитила диссертационную работу на соискание ученой степени кандидата экономических наук по теме «Оптимизация размещения товарных запасов между оптовой и розничной торговлей» (научный руководитель — д.э.н., профессор Андрийчук, Виктор Григорьевич). В 2007 году на базе Киевского национального торгово-экономического университета защитила диссертационную работу на соискание ученой степени доктора экономических наук по специальности 08.06.01 — экономика, организация и управление предприятиями на тему «Управление субъектами туристического бизнеса в условиях устойчивого развития» (научный консультант — д.э.н., профессор Анатолий Антонович Мазараки).
Работала в Украинском научно-исследовательском институте торговли и общественного питания Министерства торговли СССР как экономист, аспирант и младший научный сотрудник. В Киевском национальном торгово-экономическом университете занимала должности ассистента, старшего преподавателя, доцента, профессора, докторанта, декана ФРГТБ (2014 г.) и заведующего кафедрой (до 2014 г. занимала должность заведующего кафедрой гостинично-ресторанного и туристического бизнеса КНТЭУ). С 2014 по 2022 год занимала должность заведующего кафедрой туризма и рекреации КНТЭУ, с 2022 года занимает должность заведующего кафедры туризма и менеджмента креативных индустрий ГТЭУ. Является соразработчиком стандартов высшего образования КНТЭУ, входит в состав ученого совета ФРГТБ и ГТЭУ.
Проходила повышение квалификации на базе таких учреждений, как Украинский научно-исследовательский и учебный центр Госпотребстандарта Украины (кандидат в аудиторы); Высшая школа педагогического мастерства КНТЭУ; Высшие бизнес-школы гостинично-ресторанного и туристического бизнеса в Бельгии, Германии, Польше, Венгрии, Греции, Франции; Институт демографии и социальных исследований имени М.В. Птухи НАН Украины; Научно-методическая комиссия по менеджменту и администрирования Министерства образования и науки Украины; Научно-методическая комиссия из сферы обслуживания Министерства образования и науки Украины и др..

## Общественная деятельность
Принимала участие в разработке «Стратегии развития туризма и курортов», одобренной распоряжением Кабинета Министров Украины от 6 августа 2008 г. № 1088-р.; программных документов Киевской городской государственной администрации «Программа развития туризма г. Киеве на 2005—2010 гг.» и «Правила обслуживания в гостиницах».
Соавтор Государственных стандартов Украины (ДСТУ):
1. ДСТУ 4268:2003 Услуги туристические. Средства размещения. Общие требования = ДСТУ 4268:2003 Послуги туристичні. Засоби розміщування. Загальні вимоги. — Киев: Госпотребстандарт Украины, 2004.
2. ДСТУ 4269:2003 Услуги туристические. Классификация гостиниц = ДСТУ 4269:2003 Послуги туристичні. Класифікація готелів. — Киев: Госпотребстандарт Украины, 2004.
3. ДСТУ 4527:2006 Услуги туристические. Средства размещения. Термины и определения = ДСТУ 4527:2006 Послуги туристичні. Засоби розміщення. Терміни та визначення. — Киев: Госпотребстандарт Украины, 2006.
4. Национальный стандарт Украины ДСТУ Услуги туристические. Туристические агентства и туристические операторы. Термины и определения (проект)[3][4].

Соавтор отраслевых стандартов высшего образования (ГСВО) Украины по направлению 030601 «Менеджмент», 140103 «Туризм», 140101 «Гостинично-ресторанное дело».
Общественная научная работа:
- председатель экспертного совета по вопросам проведения экспертизы диссертационных работ Министерства образования и науки Украины с проблем секторального развития и предпринимательства[11] (2015 г.), заместитель (2016 г.)[12];
- заместитель председателя экспертного совета по менеджменту и торговле Аккредитационной комиссии Украины;
- председатель рабочей группы по разработке отраслевых стандартов высшего образования по направлению подготовки «Менеджмент» по образовательно-квалификационному уровню «бакалавр»;
- член президиума научно-методической комиссии (НМК) по менеджменту и администрированию;
- заместитель председателя Научно-методической комиссии 14 (НМК 14) с транспорта и сервиса[13];
- член Научного совета по туризму и курортам Министерства экономического развития и торговли Украины[14];
- член Экспертного совета по вопросам туризма и курортов Комитета по вопросам семьи, молодёжной политики, спорта и туризма Верховной Рады Украины[15];
- председатель подкомитета «Туристические услуги» Технического комитета (ТК) 118 Госпотребстандарта Украины и др.[3]

## Награды и знаки отличия
- Почетное звание «Заслуженный экономист Украины»[16];
- Нагрудный знак «Отличник образования Украины» Министерства образования и науки Украины;
- Нагрудный знак «Почетный работник туризма Украины» Министерства культуры и туризма Украины;
- Благодарность Киевской городской государственной администрации;
- Памятная медаль «Достойному уважения» (КНТЭУ)[3][4].

Почетные грамоты:
- Почетная грамота Государственного комитета строительства, архитектуры и жилищной политики Украины;
- Почетная грамота Министерства образования и науки, молодежи и спорта Украины;
- Почетная грамота Министерства культуры и туризма Украины;
- Почетная грамота Туристической ассоциации Украины;
- Почетная грамота Ассоциации гостиничных объединений и гостиниц городов Украины;
- Почетная грамота ректора КНТЭУ[3][4].

## Научные труды
Сфера научных интересов касается обоснованию и исследованию теоретических и практических принципов устойчивого развития в роли туризма в экономике и управление качеством в туризме. Является автором десятков научных трудов, монографий, учебников и статей. Самые известные работы:
- Ткаченко Т. И. Устойчивое развитие туризма: теория, методология, реалии бизнеса: монография. — Кол.: Киев. нац. торг.-экон. ун-т, 2006. — 537 с.
- Ткаченко Т. И. Устойчивое развитие туризма: теория, методология, реалии бизнеса: монография. — 2-е издание. — Кол.: Киев. нац. торг.-экон. ун-т, 2009. — 463 с.
- Василенко. А., Ткаченко Т. И. Стратегическое управление: [учеб. пособ. для студ. вищ. учеб. заведение.]. — Кол.: ЦУЛ, 2003. — 396 с.
- Ткаченко Т. И., Мельниченко С. В., Бойко Н. Г. и др. Стратегическое развитие туристического бизнеса : монография / ред. А. А. Мазараки.. — Кол.: Киев. нац. торг.-экон. ун-т, 2010. — 569 с.
- Василенко А., Ткаченко Т. И. Конкурентоспособность предприятий в сфере туристического бизнеса. Учеб. пособ.. — Кол.: Просвещение, 2012. — 508 с.